# Bahnstrecke Lyss–Solothurn
| Bahnstrecke Lyss–Solothurn zwischen Rüti bei Büren und Büren an der Aare (Aufnahme 2015) |                                                              |                                              |                                              |
| Streckennummer (BAV): | 260 (Lyss–Busswil) 415 (Busswil–Büren an der Aare–Solothurn) |                                              |                                              |
| Fahrplanfeld: | 291                                                          |                                              |                                              |
| Streckenlänge: | 24,3 km                                                      |                                              |                                              |
| Spurweite: | 1435 mm (Normalspur)                                         |                                              |                                              |
| Stromsystem: | 15 kV 16,7 Hz ~                                              |                                              |                                              |
| |                                                              |                                              |                                              |
| \| \| \| aus Bern und aus Kerzers \| \| \| \| \| Lyss \| \| \| \| 101,8 \| Busswil \| Busswil \| \| \| \| nach Biel/Bienne \| \| \| \| 99,2 \| Dotzigen \| Dotzigen \| \| \| 95,7 \| Büren an der Aare \| Büren an der Aare \| \| \| \| \| \| \| \| 94,2 \| Hauptstrasse 22 (Brücke sanierungsbedürftig) \| Hauptstrasse 22 (Brücke sanierungsbedürftig) \| \| \| \| Rüti bei Büren \| \| \| \| 91,0 \| Arch \| Arch \| \| \| 88,2 \| Leuzigen \| Leuzigen \| \| \| 84,2 \| Lüsslingen \| Lüsslingen \| \| \| \| von Burgdorf \| \| \| \| \| von Biel/Bienne und von Moutier \| \| \| \| 80,3 \| Solothurn \| Solothurn \| \| \| \| nach Olten \| \| |                                                              |                                              |                                              |
| Strecke |                                                              | aus Bern und aus Kerzers                     | aus Bern und aus Kerzers                     |
| Bahnhof |                                                              | Lyss                                         | Lyss                                         |
| Bahnhof | 101,8                                                        | Busswil                                      | Busswil                                      |
| Abzweig geradeaus und nach links |                                                              | nach Biel/Bienne                             | nach Biel/Bienne                             |
| Haltepunkt / Haltestelle | 99,2                                                         | Dotzigen                                     | Dotzigen                                     |
| Kopfbahnhof Streckenende | 95,7                                                         | Büren an der Aare                            | Büren an der Aare                            |
| |                                                              |                                              |                                              |
| Brücke (Strecke außer Betrieb) | 94,2                                                         | Hauptstrasse 22 (Brücke sanierungsbedürftig) | Hauptstrasse 22 (Brücke sanierungsbedürftig) |
| Haltepunkt / Haltestelle (Strecke außer Betrieb) |                                                              | Rüti bei Büren                               | Rüti bei Büren                               |
| Dienststation / Betriebs- oder Güterbahnhof (Strecke außer Betrieb) | 91,0                                                         | Arch                                         | Arch                                         |
| Dienststation / Betriebs- oder Güterbahnhof (Strecke außer Betrieb) | 88,2                                                         | Leuzigen                                     | Leuzigen                                     |
| Dienststation / Betriebs- oder Güterbahnhof (Strecke außer Betrieb) | 84,2                                                         | Lüsslingen                                   | Lüsslingen                                   |
| Abzweig ehemals geradeaus und von rechts |                                                              | von Burgdorf                                 | von Burgdorf                                 |
| Abzweig geradeaus und von links |                                                              | von Biel/Bienne und von Moutier              | von Biel/Bienne und von Moutier              |
| Bahnhof | 80,3                                                         | Solothurn                                    | Solothurn                                    |
| Strecke |                                                              | nach Olten                                   | nach Olten                                   |

Die Bahnstrecke Lyss–Solothurn ist eine normalspurige Bahnstrecke in der Schweiz. Auf dem Abschnitt Büren an der Aare–Solothurn ist der Bahnverkehr eingestellt. Die Infrastruktur gehört den SBB, während die BLS für den planmässigen Personenverkehr zuständig ist.

## Geschichte

### Eröffnung
Das erste Teilstück der Strecke, zwischen Lyss und Busswil, wurde 1864 eröffnet, als die Bernische Staatsbahn diese als Teil der heutigen Bahnstrecke Biel/Bienne–Bern dem Verkehr übergab, die zu Eröffnungszeiten Teil der Staatsmagistrale La Neuveville–Biel–Bern–Langnau war. Ende des Jahres 1876 ging zeitgleich mit der Gäubahn von Olten nach Solothurn die Strecke Busswil–Solothurn in Betrieb. Oftmals wird die Strecke Lyss–Solothurn dem gemeinsamen Eröffnungsdatum wegen auch zur Gäubahn gezählt, was aber umstritten ist, da die Züge stets nach Herzogenbuchsee durchgebunden wurden.

### Verstaatlichung, Unfall 1929
1902 gelangte die Strecke in Besitz der SBB, seit 2004 ist nach einem grossen Tausch Regional- gegen Fernverkehr im Raum Bern aber die BLS für den Verkehr auf der Strecke zuständig.
Am 9. September 1929 stiess bei Lüsslingen ein leerer Militärextrazug wegen eines Missverständnisses über den Ort der Zugskreuzung mit einem Personenzug zusammen, wodurch etwa 70 Personen verletzt wurden.

### Stilllegung Büren–Solothurn
1994 wurde der Personenverkehr auf dem Abschnitt Büren an der Aare–Solothurn stillgelegt und auf Busbetrieb umgestellt, weil die Frequentierung in den Augen der SBB unbefriedigend war. Die Fahrleitung ist zurückgebaut, die Gleise aber sind bis auf eine kurze Ausnahme im Bahnhof Büren vollständig vorhanden. Genutzt wird die Strecke noch von Solothurn bis Arch für Anschlussfahrten, durch die Montierung von zwei festen Prellböcken und den kurzen fehlenden Gleisabschnitt im Bahnhof Büren ist jedoch kein durchgehender Betrieb mehr möglich. Offiziell stillgelegt wurde der Streckenabschnitt vom Bund im Jahre 2003. In diesem Jahr wurde auch der Prellbock in Büren gebaut, welcher das Streckenende aus Richtung Lyss markiert. Der Verein Dampfbahn Bern führte seither auf dem stillgelegten Abschnitt von Büren nach Solothurn öffentliche Sonderfahrten mit Dampfzügen durch. Da aber bei einer Überprüfung der Unterführung der Hauptstrasse 22 am Dorfeingang von Büren festgestellt wurde, dass die Eisenbahnbrücke in einem schlechten Zustand ist, ist dies seit 2016 nicht mehr möglich: Die SBB sind an einer Sanierung nicht interessiert und der Verein Dampfbahn Bern hat nicht das nötige Geld, um die anfallenden Kosten von mehreren 100'000 Franken zu tragen.
Während der Kanton Solothurn die Umstellung wegen der besseren Erreichbarkeit der Busse von den Dörfern aus begrüsste, legten der Kanton Bern und der Verkehrsclub der Schweiz gegen die anfänglich vorübergehende Umstellung Beschwerde ein. Der von beiden Institutionen herausgearbeitete Vorschlag bestand darin, die Strecke der Oensingen-Balsthal-Bahn von Oensingen via Gäubahn über Solothurn und Büren nach Lyss zu verlängern.
Die SBB will auf der Strecke Büren–Rüti die Gleise bis 2027 entfernen und die freiwerdende Fläche für ein Biodiversitätsprojekt und einen Veloweg verwenden.

## Verkehr
Zur Eröffnungszeit wurden die Züge zur Bahnstrecke Solothurn–Herzogenbuchsee durchgebunden. Nachdem diese zur Ausbaustrecke Solothurn–Wanzwil ohne Regionalverkehr umgebaut wurde, ist der Zuglauf nicht mehr möglich. Stattdessen führt die BLS stündlich Regionalzüge zwischen Büren und Lyss, mit Zusatzzügen zu den Hauptverkehrszeiten. In Lyss besteht Anschluss an die InterRegio 65-Züge nach Biel und Bern sowie auf den Regio nach Kerzers.

## Wissenswertes
- Im Bahnhof Büren gibt es nur ein Gleis, aber zwei Prellböcke: Der eine bildet das Ende der Bahnstrecke aus Kerzers–Lyss, der andere befindet sich in entgegengesetzter Richtung von Solothurn her nur wenige Meter von demjenigen aus Lyss entfernt.[8] Zwischen den beiden Prellböcken befinden sich keine Schienen mehr, sondern nur der Zugangsweg zum Perron.
- Aus sicherungstechnischen Gründen kann sich auf der Strecke Busswil–Büren (inkl. Bahnhof Büren) jeweils nur ein Zug aufhalten.
- Der Streckenabschnitt Solothurn – Büren gilt heute als verlängertes Bahnhofgleis des Bahnhofs Solothurn. Die Züge verkehren reglementarisch nicht auf einer Strecke, sondern als Rangierfahrt in einem Bahnhof (Vmax 30 km/h).[9]